# Will Lee
Will Lee, nome completo William Franklin Lee IV (San Antonio, 8 settembre 1952), è un bassista statunitense.
Conosciuto per il suo lavoro al programma televisivo David Letterman, come parte della Orchestra CBS.
Nato a San Antonio, Texas, Lee ha registrato e collaborato con molti artisti come Bette Midler, The Brecker Brothers, Barry Manilow, Tatsuro Yamashita, Mariah Carey, Carly Simon, George Benson, Bob Mintzer, Steely Dan, Donald Fagen, B.B. King, Cat Stevens, Michael Bolton, Ringo Starr, Gloria Estefan & the Miami Sound Machine, Cyndi Lauper, James Brown, Cher, Laura Nyro, Al Green, Billy Joel, Liza Minnelli, Frank Sinatra, Carl Perkins, Ace Frehley, Barbra Streisand, Diana Ross, David Sanborn, Spyro Gyra, Ricky Martin, Natalie Cole, Roy Buchanan, Gary Burton e altri.
È stato presente nella hit Worn Down Piano della Mark & Clark Band.
Lee si esibisce anche con la sua band tributo dei Beatles, la Fab Baux, ed ebbe l'opportunità di condividere il palco con tre membri dei Beatles.

## L'inizio
Lee è un figlio d'arte: suo padre, William Franklin Lee III suonava il pianoforte, la tromba e, professionalmente, il violoncello.
Lee cominciò a suonare la batteria a 12 anni, dopo aver visto il gruppo The Beatles all'Ed Sullivan Show, per poi formare la sua prima band a Miami.
I membri della band guadagnavano $9 a serata, suonando canzoni popolari degli anni '60.
Lee, tuttavia, a causa del gran numero di batteristi a Miami, passò al basso elettrico. 
Diventando brevemente un bassista di successo, Lee prese parte a più di 40 band (come "Chances R" "The Loving Kind", and "Green Cloud").
Lee ebbe un'educazione musicale all'Università di Miami; studiò il corno francese per un anno, per poi passare al corno francese contrabbasso.
Dopo le lezioni lavorava sui fondamentali del basso, ascoltando i Beatles, Stevie Wonder, Jimi Hendrix, Steve Miller, The Rascals, Motown, Sly & the Family Stone e altri. Si esibiva con varie band locali, includendo una horn band innovativa chiamata "Goldrush".

## Carriera professionale
Un giorno, trasferitosi a New York, il trombettista Randy Brecker lo chiamò durante una lezione per invitarlo all'audizione di Dreams.
Qui a New York la carriera di Lee aumentò vertiginosamente. Partecipò a tour con B.J. Thomas,  Horace Silver, Bette Midler, Barry Manilow, The Brecker Brothers e Herbie Mann.
Lee suonò anche nella "New York 24th Street Band", che ebbe molto successo in Giappone, regalandogli una proficua carriera solista.
Il suo CD Oh! raggiunse la prima posizione nella classifica Jazz Beyond. Suonò accanto a Steve Conte, Clint de Ganon, Oz Noy. Chewtaro Moritake, Sizzle Ohtaka, e Philippe Saisse, nelle canzoni Seven Rings In Hand" e Worth A Chance;
partecipò, inoltre, alla musica per il videogioco Sonic e gli Anelli Segreti.

## L'orchestra della CBS
Nel 1982, Will diventò uno dei membri originali della The World's Most Dangerous Band, la band del David Letterman Show.
Si distinse per aver suonato, insieme a Paul Shaffer, sia nel Late Night che nel Late Show, più di ogni altro membro dell'orchestra CBS.
Prima della fine del Late Show, spesso era solito lasciare plettri al pubblico, come souvenir.

## Bassi
Lee usa un 4 corde Sadowsky creato appositamente per lui da Roger Sadowsky: il Will Lee model.

## Discografia solista
- 2013 - Love, Gratitude And Other Distractions
- 2002 - Birdhouse
- 1993 - OH!

## Collaborazioni varie
- 1999 - Joy Ride - Bob James